# Mordella pustulosa
Mordella pustulosa es una especie de coleóptero de la familia Mordellidae.

## Distribución geográfica
Habita en América Central.